# 麥肯農鎮區 (阿肯色州約翰遜縣)
麥肯農鎮區（英語：McKennon Township）是位於美國阿肯色州約翰遜縣的一個行政鎮區。

## 地方資料
麥肯農鎮區的面積為47.52平方千米，當中陸地面積為43.50平方千米，而水域面積為4.02平方千米。根據2010年美國人口普查的數據，當地共有人口944人，而人口密度為每平方千米19.87人。